# Parafia Allen
Parafia Allen (ang. Allen Parish, fr. Paroisse d'Allen) – parafia cywilna w stanie Luizjana w Stanach Zjednoczonych. Obszar całkowity parafii obejmuje powierzchnię 765,95 mil2 (1 983,82 km²). Według danych z 2010 r. parafia miała 25 764 mieszkańców. Parafia powstała w 1912 roku i nosi imię Henry’ego Allena, który był generałem Armii Konfederatów oraz siedemnastym gubernatorem Luizjany.

## Sąsiednie parafie
- Parafia Rapides (północ)
- Parafia Evangeline (wschód)
- Parafia Acadia (południowy wschód)
- Parafia Jefferson Davis (południe)
- Parafia Calcasieu (północny zachód)
- Parafia Beauregard (zachód)
- Parafia Vernon (północny zachód)

## Miasta
- Elizabeth
- Kinder
- Oakdale
- Oberlin
- Reeves (wieś)